# 前310年代
| 千纪： | 前1千纪 |
| 世纪： | 前5世纪 \| 前4世纪 \| 前3世纪                                                                              |
| 年代： | 前340年代 \| 前330年代 \| 前320年代 \| 前310年代 \| 前300年代 \| 前290年代 \| 前280年代                    |
| 年份： | 前319年 \| 前318年 \| 前317年 \| 前316年 \| 前315年 \| 前314年 \| 前313年 \| 前312年 \| 前311年 \| 前310年 |

前310年代從前319年1月1日開始，於前310年12月31日結束。

## 大事记
- 公元前319年，魏惠王卒，子魏襄王嗣位。孟軻見魏嗣，出語人曰：「望之不似人君。」
- 公元前318年，楚、魏、韓、趙、燕，五國聯軍攻秦，兵至函谷關。
- 公元前317年，秦韓脩魚（河南原陽）之战。魯景公偃卒，子魯平公旅嗣位。
- 公元前316年，燕王噲讓位於其相子之。秦大夫司馬錯攻灭蜀國（四川成都）。
- 公元前315年，周慎靚王定卒，子周赧王延嗣位。馬其頓攝政加桑德，逮亞歷山大生母奧琳匹雅斯，肢解處死。
- 公元前314年，齊宣王遣匡章攻燕，殺子之、燕王噲。趙立燕公子職為燕昭王，遣大將樂池送他返國。
- 公元前312年，秦楚丹陽之战。燕昭王任用樂毅為亞卿，主持國政。韓宣惠王卒，子韓襄王倉嗣位。
- 公元前311年，秦惠王駟卒，子秦武王蕩嗣位。
- 公元前311年，魏復任張儀為相。

## 逝世
秦惠王